# Le creature del Mondo Emerso

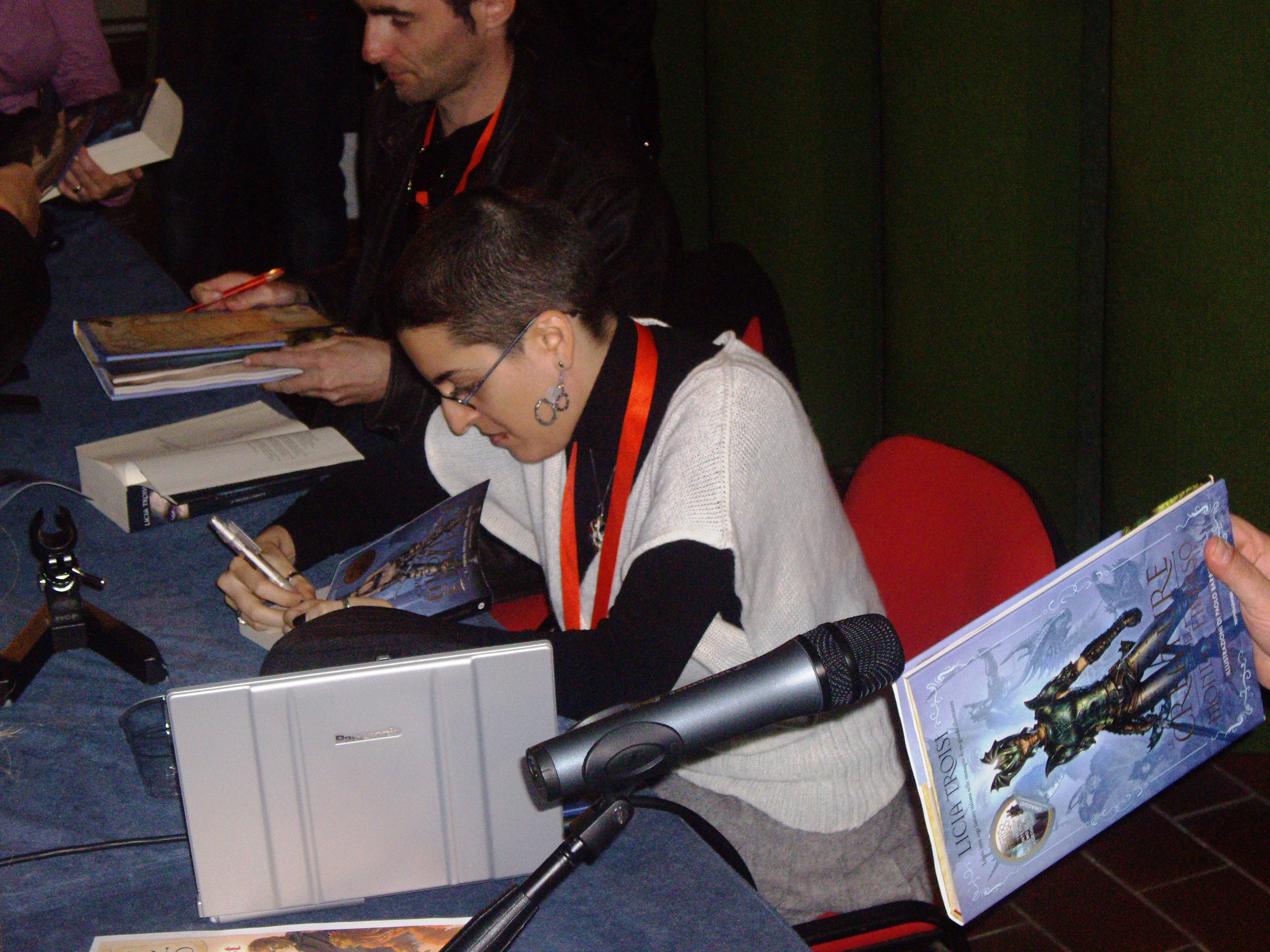
Licia Troisi e Paolo Barbieri presentano il libro al Lucca Comics & Games 2008

Le creature del Mondo Emerso è un romanzo illustrato da Paolo Barbieri e scritto da Licia Troisi. I disegni e le raffigurazioni rappresentano appunto le creature del mondo emerso quali draghi, fammin ed altre creature fantastiche. Il libro è uscito il 4 novembre 2008.

## Edizioni
- Licia Troisi, Le creature del Mondo Emerso, Arnoldo Mondadori Editore, 2008,  p. 130, ISBN 978-88-04-58285-4.